# Reynevan
Reinmar z Bielawy (zwany Reynevanem) – postać fikcyjna stworzona przez Andrzeja Sapkowskiego, protagonista trzech powieści: Narrenturm, Boży bojownicy i Lux perpetua, należących do Trylogii husyckiej,

## Życiorys
Reynevan pochodził z Bielawy. Jego ojciec zginął 15 lipca 1410 podczas bitwy pod Grunwaldem, walcząc po stronie zakonu krzyżackiego. Jego matka nosiła imię Boguszka. Jego prababką była córka księcia Henryka VI Dobrego, pradziadkiem - Tomasz, kanonik wrocławski. Jego brat, Peterlin, prowadził farbiarnię w Powojowicach. Reynevan posługuje się biegle językiem niemieckim, polskim i czeskim. Określa sam siebie jako Ślązaka. Sztuki magicznej uczył się na studiach w Pradze, gdzie poznał Bolka Wołoszka, późniejszego księcia głogówecko-prudnickiego.

### Narrenturm
Reynevan po raz pierwszy wystąpił w powieści Narrenturm. Jej akcji rozpoczyna się w 1425, gdy bracia Sterczowie zastają go w łóżku z Adelą von Stercza, żoną Gelfrada von Stercza. W czasie pogoni ginie jeden z braci. Od tamtego momentu bracia Gelfrada chcą zemścić się na Reinmarze i wynajmują opryszków w celu jego pojmania. Reinmar postanawia uciec do swojego brata Peterlina. Po drodze spotyka rycerza Zawiszę Czarnego, który mówi o nim „Oj nie umrzesz ty, chłopaczku, śmiercią naturalną!”, co było odniesieniem do jego zainteresowań: kobiet, czarów, medycyny (zielarstwo) czy alchemii. Gdy Reinmar dotarł do Powojowic, dowiedział się, że Peterlin został zamordowany. Podejrzenie pada na opryszków wysłanych przez braci Sterczów .
Reynevan wyruszył w drogę szukając zemsty na rodzie Sterczów oraz kierując się do Ziębic, gdzie przetrzymywana była Adela. Po drodze z opresji ratuje go Nikoletta, a następnie poznaje demeryta Szarleja, który postanawia towarzyszyć mu w wyprawie. Spotykają wiedźmy, które przepowiadają Reinmarowi przyszłość. Reynevan wraz z Szarlejem trafił do zakonu, gdzie odprawiał egzorcyzmy i poznał Samsona Miodka. Gdy w trójkę docierają na turniej rycerski w Ziębicach, okazuje się, że Adela nie darzy już żadnym uczuciem Reinmara i jest związana z księciem Janem ziębickim .
W czasie powieści Reynevan przebywał głównie w miejscowościach położonych na wschodzie Dolnego Śląska, odwiedził m.in. Oleśnicę, Oławę, Paczków, Kłodzko, Świdnicę.

### Boży bojownicy
Boży bojownicy dzieją się w 1427, dwa lata po zakończeniu wydarzeń z Narrenturm. Reynevan, Szarlej i Samson Miodek przebywali wówczas w Pradze zdominowanej przez siły husyckie zwące siebie samych „Bożymi bojownikami”. Dostali tajne rozkazy od przywódcy taborytów Prokopa Gołego. Skontaktowali się z miejscowymi czarodziejami w celu odczarowania Samsona. Udali się na wyprawę do zamku Troski na Podkarkonoszu w poszukiwaniu czarodzieja Rupiliusa Ślązaka. W drodze Reynevan został porwany i trafił do lochów, w których nawiązał kontakt z duchem Rupiliusa. Po ucieczce z lochów Reynevan trafił w ręce pomurnika – Birkarta von Grellenorta, lecz uciekł dzięki pomocy Samsona. Bohaterowie udali się na Śląsk, aby wykonać tajne rozkazy polegające na nawiązaniu kontaktów z utajonymi szpiegami husytów.
Akcja powieści miała miejsce głównie w okolicach Pragi i na południu Śląska, m.in. w Jeleniej Górze, Nysie, Głuchołazach, Prudniku i Kazimierzu.

### Lux perpetua
Czas akcji Lux perpetua rozpoczyna się na początku roku 1429. Reynevan poszukiwał wówczas swojej ukochanej Nikoletty, którą więzili ludzie papieskiej inkwizycji. Udał się do Wrocławia, gdzie próbował zastraszyć ojca Felicjana, licząc, że altarysta przekaże mu informacje o miejscu przetrzymywania Nikoletty. Jednocześnie został publicznie wyklęty przez biskupa Konrada za współpracę z husytami oraz zabicie księcia Jana ziębickiego. Reynevan został porwany, a następnie trafił w ręce bojowników Urbana Horna. Wśród więźniów znajdował się jeden z czarnych jeźdzców, których zawołaniem jest „Adsumus...”. Pod obstawą udali się wspólnie do Pragi, jednak po drodze Reynevan został oswobodzony przez Szarleja i Samsona Miodka. Pomogła mu również młoda Żydówka, Rixa Cartafila de Fonseca, szpieg w służbie Władysława Jagiełły.
Reynevan odnalazł Nikolettę, jednak jej stan zdrowia był fatalny. Zakażenie rozprzestrzeniło się po ciele i zdolności medyczne Reynevana nie były w stanie uratować jej życia. Reynevan wraz z Szarlejem i Samsonem dołączyli do rejzy. Dalsze losy kierują Reynevana do Polski, gdzie spotkał grupę znajomych, którzy planowali napaść na Jasną Górę. Chociaż Reinevan osobiście uratował cudowny obraz, trafia do niewoli, gdzie przebywał do roku 1434.
W czasie akcji powieści Reynevan przebywał na Śląsku i w Saksonii.

## Charakterystyka postaci
Reynevan jest mężczyzną w młodym wieku. Różni się od głównego bohatera opowiadań Sapkowskiego – Geralta z Rivii, w przeciwieństwie do niego jest naiwny i często popada w tarapaty.
W audiobookach Trylogii husyckiej głos Reynevanowi podkłada Lesław Żurek.